# ALTERED NANO
ALTERED NANO（オルタードナノ）は、タカラトミーが展開するハイターゲット向け商品である。「T-SPARK」の一レーベルで、完成品アクションフィギュアとして発売予定。フィギュアデザインを新川洋司、メカニックデザインを荒牧伸志が手掛け、全高約10cmのフィギュアとメカニズムの連動による新たなる遊びを提案している。2024年5月8日の第62回静岡ホビーショーにてPROJECT:Mの仮称で初お披露目された。2024年10月11日にはPROJECT:Mを「ALTERED NANO」に変更したことを発表。

## 製品
AN-01 Alt FRIGATE〈フリゲート〉（2025年11月予定）
新川洋司がデザインする全高約10cmの完成品アクションフィギュア。専用構造の関節による可動域の広さを実現し、後述のAA-CAVALL〈カヴァス〉 1024への搭乗も可能。背中に装備ができるメダリオンと、PDW銃器、3種の交換用両手首パーツが付属。タカラトミーモール限定発売のAA-CAVALL〈カヴァス〉 1024とのセットによる同梱品として肩アーマーパーツが付属。
AN-02 AA-CAVALL〈カヴァス〉 1024（2025年11月予定）
荒牧伸志がデザインする連動メカ。単輪のビークルシフトから二足歩行のコンバットシフトへと移行でき、上述のAlt FRIGATE〈フリゲート〉を搭乗したままコンバットシフトへ移行することも可能。ビークルシフトではハンドルが可動し、タイヤも回転する。コンバットシフトでは脚部、ウィンドシールド、カウルが可動する。各部3mmジョイントにより、武器の位置などのカスタマイズやディスプレイが可能。待機状態で展示可能なスタンドパーツと武器、交換可能な武器マガジンパーツが3つ、マガジンホルダーパーツが付属。タカラトミーモール限定発売のAlt FRIGATE〈フリゲート〉とのセットによる同梱品としてAlt FRIGATE〈フリゲート〉用の肩アーマーパーツが付属。
AN-03 Alt SLOOP〈スループ〉（2026年1月予定）
新川洋司がデザインする全高約10㎝の完成品アクションフィギュア。専用構造の関節による可動域の広さを実現し、前述のAA-CAVALL〈カヴァス〉 1024への搭乗も可能。背中に装備ができるメダリオンと、スナイパーライフル、3種の交換用両手首パーツが付属。T-SPARK ZONE限定の同梱品として肩アーマーパーツが付属。